# Europese kampioenschappen schaatsen afstanden 2018 - 1000 meter mannen
De 1000 meter mannen op de Europese kampioenschappen schaatsen 2018 werd gehouden op zaterdag 6 januari in het ijsstadion Kometa in Kolomna, Rusland. Het was de eerste editie van de EK afstanden en de initiële titel ging naar Pavel Koelizjnikov.

## Uitslag
| #      | Schaatser            | Land | Tijd    |
| ------ | -------------------- | ---- | ------- |
| Goud   | Pavel Koelizjnikov   | RUS  | 1.08,84 |
| Zilver | Denis Joeskov        | RUS  | 1.08,92 |
| Brons  | Nico Ihle            | GER  | 1.08,95 |
| 4      | Thomas Krol          | NED  | 1.09,28 |
| 5      | Mika Poutala         | FIN  | 1.09,41 |
| 6      | Aleksej Jesin        | RUS  | 1.09,72 |
| 7      | Koen Verweij         | NED  | 1.09,87 |
| 8      | Hein Otterspeer      | NED  | 1.09,91 |
| 9      | Sebastian Kłosiński  | POL  | 1.10,04 |
| 10     | Haralds Silovs       | LAT  | 1.10,22 |
| 11     | Mathias Vosté        | BEL  | 1.10,33 |
| 12     | Piotr Michalski      | POL  | 1.10,45 |
| 13     | Joel Dufter          | GER  | 1.10,51 |
| 14     | Henrik Fagerli Rukke | NOR  | 1.10,72 |
| 15     | Zbigniew Bródka      | POL  | 1.11,14 |
| 16     | Marten Liiv          | EST  | 1.11,15 |
| 17     | Johann Jørgen Sæves  | NOR  | 1.11,42 |
| 18     | David Andersson      | SWE  | 1.11,47 |
| 19     | Samuli Suomalainen   | FIN  | 1.11,75 |
| 20     | Runar Njåtun Krøyer  | NOR  | 1.12,61 |
| 21     | Oliver Grob          | SUI  | 1.14,98 |